# Oklahoma City Thunder
Oklahoma City Thunder és una franquícia professional de bàsquet amb seu a Oklahoma City, Oklahoma. Participa en la Divisió Nord-oest de la Conferència Oest de l'NBA; el pavelló on juga els partits com a local és el Chesapeake Energy Arena.
L'equip de l'NBA Development League vinculat als Thunder són els Tulsa 66ers, que són propietat dels Thunder. Els Thunder són l'únic equip de les grans lligues esportives professionals amb seu a l'estat d'Oklahoma.
És l'equip successor dels Seattle Supersonics, ja que l'any 2008 va substituir la ciutat de Seattle com a seu d'un equip NBA, després d'un conflicte entre el propietari de l'equip, Clay Bennett, i les autoritats de Seattle, (Estat de Washington). Els SuperSonics es van classificar pels Playoffs de l'NBA 22 cops, guanyaren el títol de la seva divisió sis cops, i guanyaren el títol de l'NBA el 1979. A Oklahoma City, els Thunder es classificaren pel seu primer play-off durant la temporada 2009–10. Posteriorment, guanyaren el seu primer títol de divisió com a Thunder a la temporada 2010-11, i el seu primer campionat de la Conferència Oest com a Thunder a la temporada 2011–12, tot arribant a la Final de l'NBA per quart cop en la història de la franquícia, i primer des de 1996, quan el club era encara a Seattle.

## Història de la franquícia

### Seattle SuperSonics 1967-2008
L'equip al qual els Thunder substituïren, els Seattle SuperSonics, es fundà el 1967. En els seus 41 anys a Seattle, els SuperSonics varen tenir un resultat de 1.745–1.585 (.524) victòries-derrotes en la lliga regular, i de 107–110 (.493) en els playoffs. Els títols de la franquícia inclouen tres campionats de la Conferència Oest i un Campionat de l'NBA el 1979.

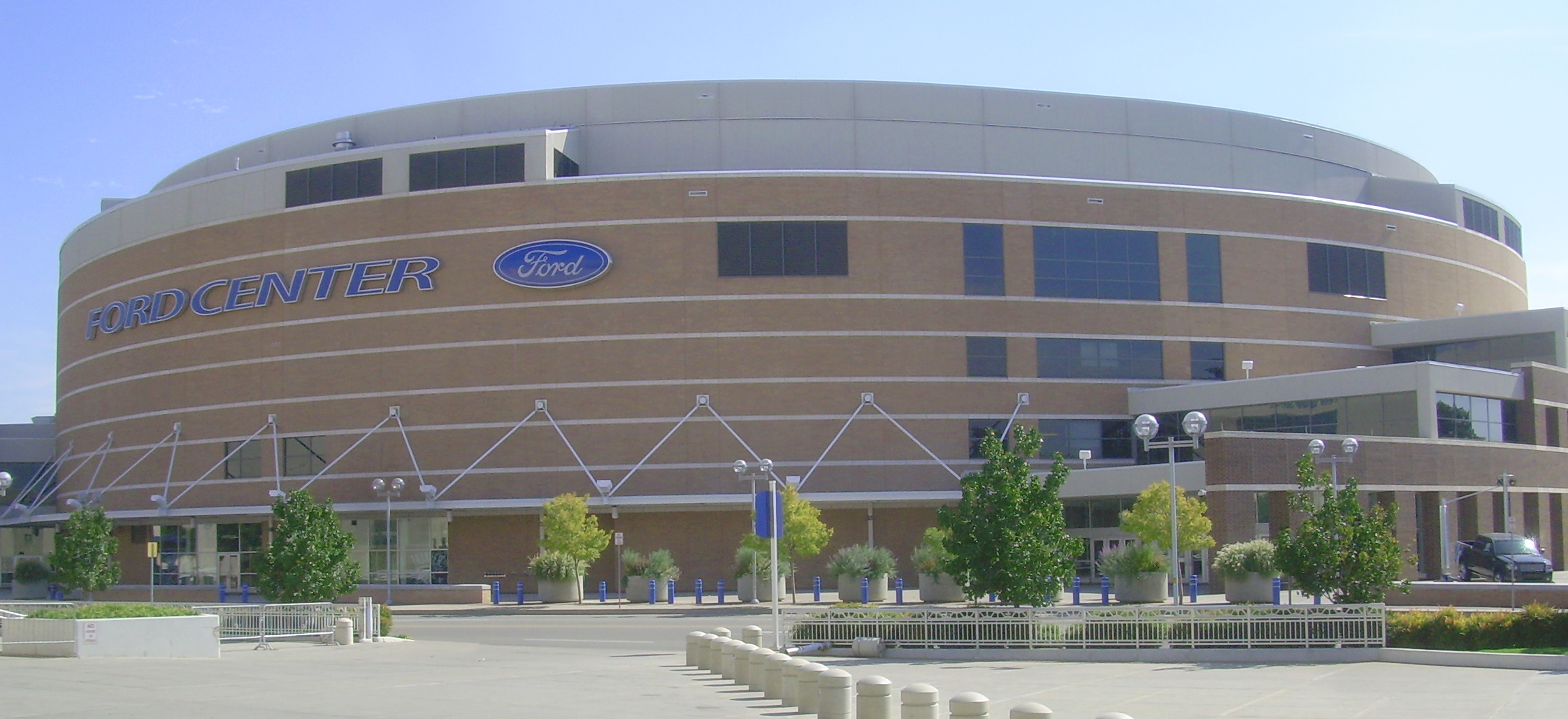
El Chesapeake Energy Arena (Ford Center en aquell moment) va començar a albergar partits dels Oklahoma City Thunder el 2008.

El 2006, els SuperSonics foren venuts per 350 milions de dòlars a un grup d'inversors d'Oklahoma City liderat per Clay Bennett, un moviment aprovat pels propietaris de l'NBA l'octubre següent. El 2007, Bennett anuncià que la franquícia es mudaria a Oklahoma City tan aviat com el contracte d'arrendament amb el KeyArena expirés.
El juny de 2008, un plet entre la ciutat de Seattle i Bennett sobre els intents de Bennett per trencar els dos últims anys del contracte d'arrendament dels Sonics al KeyArena va arribar a la cort federal, i gairebé un mes després, les dues parts van arribar a un acord per resoldre el tema. Les condicions de l'acord donaven 45 milions de dòlars a la ciutat per desfer-se de la resta del contracte d'arrendament del KeyArena, i podrien proporcionar un pagament addicional de 30 milions de dòlars a Seattle el 2013 en cas que s'acompleixin certes condicions. Els propietaris acceptaren de cedir el nom de SuperSonics, el logo, i els colors, a Seattle per una possible futura franquícia de l'NBA; de tota manera, alguns elements seguirien sent propietat de l'equip d'Oklahoma City, juntament amb d'altres "actius", incloent banderes i trofeus de campionats. El 3 de setembre de 2008, el nom de l'equip, el logo, i els colors de la franquícia d'Oklahoma City foren revelats al públic.

### Oklahoma City Thunder (2008 - actualitat)

#### 2008-2009: Temporada inaugural

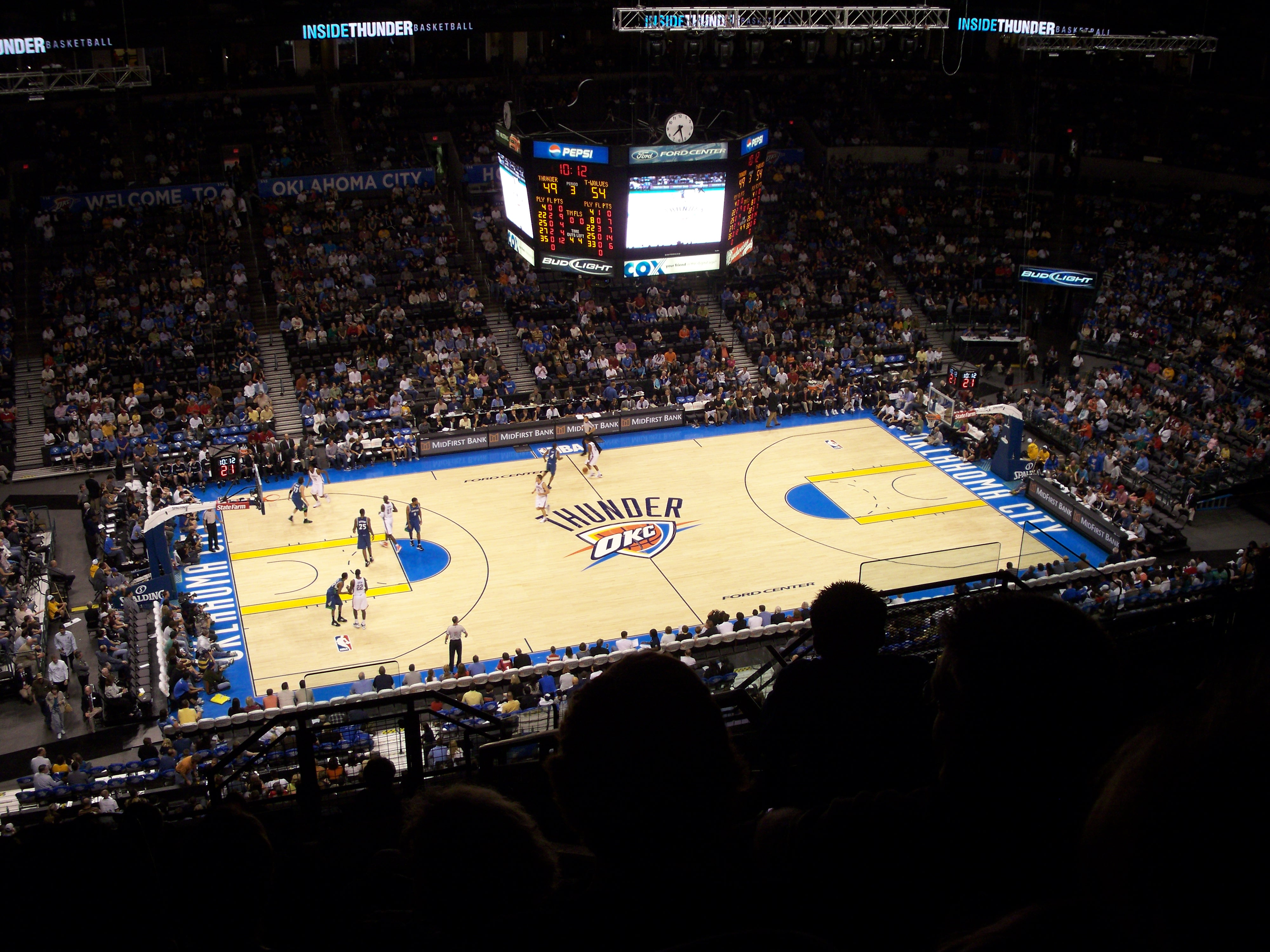
Oklahoma City derrotà Minnesota el 2 de novembre de 2008, assolint així la seva primera victòria.

Els Thunder participaren en l'Orlando Pro Summer League amb els seus jugadors de segon any, potencials agents lliures, i rookies. En lloc d'una línia de roba de bàsquet, els jugadors duien samarretes genèriques blanques i negres on es podia llegir "OKC-NBA". L'equip s'instal·là de forma temporal al Sawyer Center a la Southern Nazarene University, el qual havien fet servir els New Orleans Hornets quan aquest equip s'hagué de mudar de seu cap a Oklahoma City com a conseqüència dels efectes de l'Huracà Katrina a Nova Orleans.
Els Thunder varen jugar diversos partits de pretemporada abans que comencés la temporada regular 2008–2009, però només un d'aquests va ser a Oklahoma City. Els Thunder varen jugar el seu primer partit a Billings, Montana el 8 d'octubre de 2008 en una derrota 88–82 contra els Minnesota Timberwolves. Van jugar el seu primer partit al Ford Center el 14 d'octubre contra Los Angeles Clippers.
En el partit inaugural de la temporada regular, els Thunder van enfrontar-se (i perdre) contra els Milwaukee Bucks. Earl Watson va ser qui va fer els primers punts de la temporada. Tres nits després, el 2 de novembre, els Thunder guanyaren el seu primer partit des de la constitució com a nova franquícia, en guanyar els Timberwolves, millorant el seu marcador global a 1–3. Llavors l'equip va caure en una ratxa de 10 partits seguits perdent, cosa que va fer que fessin fora, el 22 de novembre, l'entrenador principal, P. J. Carlesimo i l'assistent Paul Westhead. L'entrenador assistent Scott Brooks va prendre llavors les regnes de l'equip com a interí. Oklahoma City va perdre els seus següents quatre partits, tot igualant el rècord negatiu de 14 partits seguits establert a Seattle la temporada anterior. Però l'equip va aconseguir no fer història, i va guanyar el següent partit contra Memphis Grizzlies.
A mesura que avançava la temporada, els Thunder van començar a millorar. Després d'un inici desastrós amb un balanç de 3–29, van posar-se amb un 20–30 en els primers cinquanta partits. No només guanyaven més sovint, sinó que jugaven molt més competitivament que a la primera part de la temporada. L'equip establí el balanç global en 23–59 millorant el 20–62 de la darrera temporada a Seattle. Per tal com havien anat les coses a la recta final de la temporada, la franquícia va signar amb Scott Brooks com a entrenador principal.
Després de mudar-se a Oklahoma City des de Seattle, la situació operativa de la franquícia va millorar marcadament. El desembre de 2008, Forbes Magazine estimava el valor de la franquícia en 300 millions de dòlars;– un 12% d'increment en relació als 268 milions de la temporada anterior, quan el club era situat a Seattle. Forbes també va destacar un increment en el percentatge d'entrades disponibles venudes, des d'un 78% a la darrera temporada a Seattle al 100% el 2008–09.

#### 2009-2010: La temporada de la revifada
Després d'una temporada inaugural plena d'ajustaments, els Thunder esperaven millorar durant el seu segon any a Oklahoma City. Oklahoma City no va fer moviments importants pel que fa a variacions en la plantilla, llevat de draftejar James Harden des d'Arizona State University amb el número 3 al Draft NBA. The Thunder seleccionaren Rodrigue Beaubois com a elecció número 25 al draft de 2009 només per immediatament canviar-lo amb els Dallas Mavericks per la 24 elecció, el pivot Byron Mullens d'Ohio State University. L'equip va fitxar també els veterans Etan Thomas (pivot), i Kevin Ollie (base). La darrera modificació important de la plantilla succeí el 22 de desembre de 2009, quan es fitxà Eric Maynor dels Utah Jazz. Maynor immediatament substituí Ollie com al base reserva principal.
Des del principi, el jove equip semblava decidit i cohesionat. El creixent lideratge de Kevin Durant, juntament amb la creixent experiència dels jugadors més joves del Thunder, van ser senyals encoratjadores que els Thunder estaven millorant. La temporada 2009-10 va incloure diverses victòries sobre els equips d'elit de l'NBA, incloent una pallissa de 28 punts sobre el campió de la Conferència Est, Orlando Magic i una repassada de 16 punts sobre el campió regnant de l'NBA, Los Angeles Lakers. Victòries seguides sobre els San Antonio Spurs, Utah Jazz, Miami Heat, Boston Celtics i Dallas Mavericks milloraren enormement la reputació de l'equip. Tot i que el seu balanç global estava al voltant del 0.50 per a la primera meitat de la temporada, l'equip va assolir una ratxa de 9 victòries consecutives que els va enviar als playoffs. Kevin Durant es va convertir en el jugador més jove en la història de la lliga en guanyar el títol de màxim anotador, amb una mitjana 30.1 punts per partit, participant en els 82 partits.
El Thunder van acabar 50-32, més del doble del seu total de victòries de la temporada anterior. El 50-32, empatat amb els Golden State Warriors de 2008, és un dels 8 millors resultats en l'era moderna de Playoffs, si més no en termes de rècord. Els Oklahoma City Thunder van tenir el mateix registre que els Celtics de Boston en aquesta temporada. L'equip va acabar quart a la Divisió Nord-oest i el vuitè en la taula de posicions de playoffs de la Conferència Oest, i es va guanyar un lloc en els Playoffs de l'NBA de 2010. El 22 d'abril, l'equip va assegurar la seva primera victòria de postemporada a Oklahoma City quan va derrotar el campió defensor, els Lakers de Los Angeles, per 101-96. Aquesta va ser també la primera victòria dels Thunder en playoffs al Ford Center. No obstant això, els Thunder van ser eliminats pels Lakers en la primera ronda dels playoffs, 4 victòries a 2.
Oklahoma City fou el dotzè equip en la classificació d'assistència a l'NBA, i el setè en percentatge de seients disponibles ocupats (98%, incloent 28 plens totals en 41 partits a casa).
La situació operativa de la franquícia va continuar també millorant el 2009–10. Forbes Magazine estimà el valor de la franquícia en 310 milions de dòlars (un increment de 10 milions sobre l'any anterior) amb un benefici operatiu estimat de 12,7 milions (el primer benefici operatiu en molts anys per la franquícia).

#### 2010–2011: Ascens cap a la notorietat
Financerament, l'organització dels Thunder continuà enfortint-se i beneficiant-se de la reubicació des de Seattle a Oklahoma City. El gener de 2011, Forbes Magazine estimava el valor de la franquícia en 329 millions, més del 6% sobre el valor de 2009–10 i en la posició 18a a l'NBA. La revista també va estimar que els ingressos de la franquícia eren de 118 milions de dòlars, i el benefici operatiu de 22.6 milions;– uns increments del 6,3% i del 78%, respectivament, sobre l'any anterior. Els Thunder acabaren la temporada 2010–2011 amb un balanç de 55–27, un increment en cinc victòries sobre la seva temporada anterior. L'equip va obtenir el seu primer títol de divisió des que va mudar-se a Oklahoma City, i el setè en la història de la franquícia.
Al començament d'un enfrontament molt esperat entre el quart i el cinquè classificats contra els Denver Nuggets, Kevin Durant va anotar 41 punts en el primer partit, per establir un nou màxim en playoffs a la seva carrera. En el partit final de la sèrie, va anotar 41 punts altre cop, i Serge Ibaka amb 9 taps gairebé va empatar el rècord de més taps en un partit de playoffs (10, establert per Mark Eaton, Hakeem Olajuwon i Andrew Bynum).
Amb la victòria, els Thunder van ser capaços de tirar endavant i guanyar la sèrie, 4 partits a 1, per enfrontar-se als Memphis Grizzlies que tot just uns dies abans havien aconseguit un modest vuitè lloc davant els San Antonio Spurs. Els Thunder van passar a les finals de la Conferència Oest amb un triomf de sèrie molt renyit a set partits sobre el Grizzlies. Durant va tornar a ser l'estrella, anotant 39 punts en el decisiu setè partit, mentre que Russell Westbrook també va fer un triple-doble. Tot i disputar dures batalles contra els eventuals campions de l'NBA, els Thunder van caure davant els Dallas Mavericks 4-1 en les finals de la Conferència Oest. L'equip va tenir una oportunitat d'empatar la sèrie al quart partit, però foren incapaços de mantenir un avantatge de 15 punts amb cinc minuts restants en l'últim quart i van acabar perdent en temps extra per un marcador de 112-105.

#### 2011-2012: Carrera cap al campionat
Durant el tancament patronal de l'NBA de l'any 2011, els jugadors dels Thunder (principalment Kevin Durant, James Harden, Thabo Sefolosha i Serge Ibaka) varen jugar en exhibicions als Estats Units i en altres llocs, per mantenir-se en forma. Per exemple, Ibaka va signar un contracte de dos mesos amb el Reial Madrid Quan va començar l'abreujada pretemporada, els Thunder disposaven de la plantilla intacta, amb l'excepció de Russell Westbrook, contractat per al futur pròxim. A més, Kendrick Perkins va perdre més de 30 lliures durant el tancament patronal. Els Thunder van guanyar els seus dos partits de pretemporada post-lockout contra els Dallas Mavericks. Van guanyar el seu primer partit de temporada regular contra Orlando a casa i van començar una ratxa guanyadora de cinc partits. Kevin Durant gairebé va fer història de l'NBA, quan es va convertir en el sisè jugador que aconsegueix 30 o més punts en quatre partits consecutius al començament de la temporada. A més, els jugadors dels Thunder Durant, Westbrook, Harden, Perkins, i Ibaka i van entrar a les butlletes per l'All-Star 2012. Després de la victòria dels Thunder contra els Utah Jazz l'11 de febrer de 2012, Scott Brooks va ser nomenat entrenador de l'equip de la Conferència Oest per al 2012 NBA All-Star Game a Orlando, Florida.
En els Playoffs de l'NBA de 2012, els Thunder van escombrar el campió defensor Dallas Mavericks a la primera ronda per avançar i enfrontar-se als seus enemics de la primera ronda del 2010, Los Angeles Lakers. Van derrotar els Lakers en 5 partits i van avançar per jugar contra San Antonio Spurs en les finals de la Conferència Oest. Els Thunder van perdre els dos primers partits contra els Spurs de San Antonio, però van guanyar els següents tres incloent una tercera victòria seguida al cinquè partit 5, per prendre un avantatge de 3-2 en el lideratge de la sèrie. Al sisè partit, els Thunder van derrotar els Spurs 107-99 i van avançar a les Finals de l'NBA de 2012. Durant va liderar el camí amb 34 punts, jugant tots els minuts possibles. En les Finals de l'NBA 2012 contra Miami Heat, els Thunder van guanyar el primer partit a casa, però després van perdre quatre partits seguits i van acabar perdent la sèrie en 5 partits.

#### 2012 - actualitat
Al Draft de l'NBA de 2012, els Thunder seleccionaren l'aler de la Baylor University Perry Jones III en una 28a elecció.

## Pavellons
- Ford Center (2008–2011)
- Chesapeake Energy Arena (2011-actualitat)

## Històric d'entrenadors
| #     | Número d'ordre                                      |
| PE    | Partits com a entrenador                            |
| V     | Victòries                                           |
| D     | Derrotes                                            |
| V–D % | Percentatge Victòries–Derrotes                      |
| *     | Ha passat tota la seva carrera als Thunder          |
| †     | Pertany al Basketball Hall of Fame com a entrenador |

| Oklahoma City Thunder |                 |              |     |     |     |      |    |    |    |      |                            |
| –                     | P. J. Carlesimo | 2008         | 13  | 1   | 12  | .077 | —  | —  | —  | —    |                            |
| 16                    | Scott Brooks*   | 2008–2015    | 545 | 338 | 207 | .620 | 73 | 39 | 34 | .534 | Entrenador de l'any (2010) |
| 17                    | Billy Donovan*  | 2015–2020    | 400 | 243 | 129 | .608 | 41 | 18 | 23 | .439 |                            |
| 18                    | Mark Daigneault | 2020–present | 72  | 22  | 50  | .306 | —  | —  | —  | —    |                            |